# Klára Řezníčková
Klára Řezníčková (* 8. února 1983 Ostrava) je česká fotografka a dokumentaristka.
Vystudovala Institut tvůrčí fotografie na Slezské univerzitě v Opavě a později dokumentární film na FAMU. Za dokumentární film „Trojmezí“ získala Cenu Pavla Kouteckého.